# ジョー・マクユーイング
ジョゼフ・アール・マクユーイング（Joseph Earl McEwing, 1972年10月19日 - ）は、アメリカ合衆国ペンシルベニア州バックス郡ブリストル出身の元プロ野球選手（ユーティリティープレイヤー）、野球指導者。右投右打。
内外野どのポジションでもそつなくこなす万能な守備を誇り、ハッスルプレーを連発することからスーパー・ジョー（Super Joe）の愛称で親しまれた。

## 経歴
1992年のMLBドラフト28巡目（全体783位）でセントルイス・カージナルスから指名され、プロ入り。
1998年9月2日にメジャーデビュー。翌1999年は主に二塁手や外野の3ポジションで頻繁に起用され、レギュラーに定着した。規定打席にも到達して152試合で打率.275、9本塁打、44打点、7盗塁を記録した。
2000年3月にジェシー・オロスコとのトレードで、ニューヨーク・メッツへ移籍した。メッツではレギュラーにはなれなかったが、毎年100試合前後に出場するなどスーパーサブとして重宝された。
2005年3月にメッツを自由契約となるが、ほどなくカンザスシティ・ロイヤルズと契約し、同年は105試合に出場した。2006年はヒューストン・アストロズ、2007年はボストン・レッドソックス傘下のAAA級ポータケット・レッドソックスでプレーし、2008年1月16日に引退を表明した。

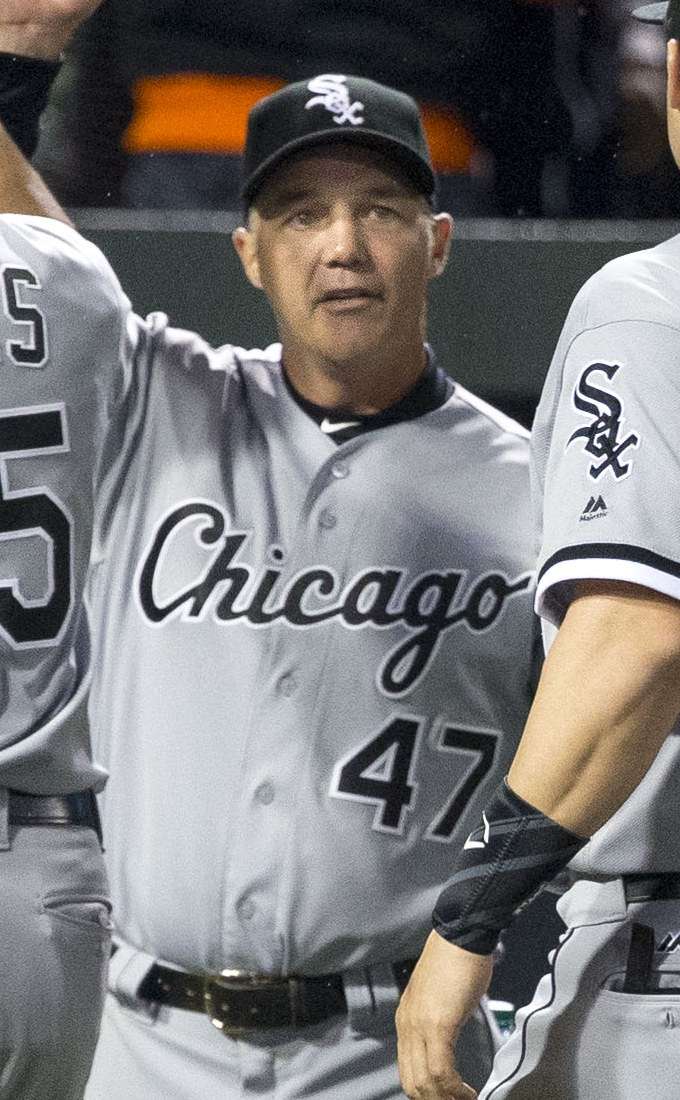
シカゴ・ホワイトソックスでのコーチ時代
(2016年4月30日)

引退後はシカゴ・ホワイトソックス傘下のマイナー（A+級ウィンストン＝セイラム・ダッシュとAAA級シャーロット・ナイツ）で監督・コーチを歴任した後、2012年からはホワイトソックスの三塁コーチ（2016年まで）、2017年からはベンチコーチ（2020年まで）、2021年からは再び三塁コーチとなり、2022年まで務めた。
2023年にはカージナルスのベンチコーチを務めるも、1年で退任した。2024年からはフロント入りし、カージナルスの球団特別補佐を務める。

## 人物
カージナルスでの現役時代、当時監督のトニー・ラルーサは全力プレーが持ち味のマクユーイングを非常に買っていた。2000年3月にトレードされた際には別れを惜しみ、記念にマクユーイングのサイン入りのスパイクを貰い、監督室に飾った。移籍後もセントルイスでの試合ではファンから温かい声援を受けていた。そのラルーサは2021年にホワイトソックスの監督に就任し、マクユーイングはコーチとなって再会した。

## 詳細情報

### 年度別打撃成績
| 年 度    | 球 団    | 試 合 | 打 席 | 打 数 | 得 点 | 安 打 | 二 塁 打 | 三 塁 打 | 本 塁 打 | 塁 打 | 打 点 | 盗 塁 | 盗 塁 死 | 犠 打 | 犠 飛 | 四 球 | 敬 遠 | 死 球 | 三 振 | 併 殺 打 | 打 率 | 出 塁 率 | 長 打 率 | O P S |
| -------- | -------- | ----- | ----- | ----- | ----- | ----- | -------- | -------- | -------- | ----- | ----- | ----- | -------- | ----- | ----- | ----- | ----- | ----- | ----- | -------- | ----- | -------- | -------- | ----- |
| 1998     | STL      | 10    | 23    | 20    | 5     | 4     | 1        | 0        | 0        | 5     | 1     | 0     | 1        | 1     | 0     | 1     | 0     | 1     | 3     | 0        | .200  | .273     | .250     | .523  |
| 1999     | STL      | 152   | 575   | 513   | 65    | 141   | 28       | 4        | 9        | 204   | 44    | 7     | 4        | 9     | 5     | 41    | 8     | 6     | 87    | 3        | .275  | .333     | .398     | .730  |
| 2000     | NYM      | 87    | 169   | 153   | 20    | 34    | 14       | 1        | 2        | 56    | 19    | 3     | 1        | 8     | 2     | 5     | 0     | 1     | 29    | 2        | .222  | .248     | .366     | .614  |
| 2001     | NYM      | 116   | 319   | 283   | 41    | 80    | 17       | 3        | 8        | 127   | 30    | 8     | 5        | 6     | 3     | 17    | 0     | 10    | 57    | 2        | .283  | .342     | .449     | .791  |
| 2002     | NYM      | 105   | 214   | 196   | 22    | 39    | 8        | 1        | 3        | 58    | 26    | 4     | 4        | 3     | 3     | 9     | 0     | 3     | 50    | 0        | .199  | .242     | .296     | .538  |
| 2003     | NYM      | 119   | 313   | 278   | 31    | 67    | 11       | 0        | 1        | 81    | 16    | 3     | 0        | 6     | 1     | 25    | 4     | 3     | 57    | 6        | .241  | .309     | .291     | .601  |
| 2004     | NYM      | 75    | 154   | 138   | 17    | 35    | 3        | 1        | 1        | 43    | 16    | 4     | 1        | 6     | 1     | 9     | 4     | 0     | 32    | 0        | .254  | .297     | .312     | .609  |
| 2005     | KC       | 83    | 191   | 180   | 16    | 43    | 7        | 0        | 1        | 53    | 6     | 4     | 4        | 5     | 0     | 6     | 0     | 0     | 35    | 5        | .239  | .263     | .294     | .558  |
| 2006     | HOU      | 7     | 6     | 6     | 0     | 0     | 0        | 0        | 0        | 0     | 0     | 0     | 0        | 0     | 0     | 0     | 0     | 0     | 2     | 0        | .000  | .000     | .000     | .000  |
| MLB：9年 | MLB：9年 | 754   | 1964  | 1767  | 217   | 443   | 89       | 10       | 25       | 627   | 158   | 33    | 20       | 44    | 15    | 113   | 16    | 24    | 352   | 18       | .251  | .302     | .355     | .657  |

### 背番号
- 48（1998年）
- 47（1999年 - 2002年、2012年 - 2019年、2021年 - 2022年5月15日）
- 11（2003年 - 2004年）
- 8（2005年）
- 23（2006年）
- 82（2020年）
- 99（2022年5月16日[5] - 同年終了）
- 77（2023年）